# Піски елювіальні
Піски елювіальні (рос. пески элювиальные, англ. eluvial sands, нім. eluviale Sande m pl) — піски, утворені при руйнуванні кристалічних гірських порід елювіальними процесами. Представлені невідсортованими та необкатаними зернами гострокутної форми зі значною кількістю глинистих частинок.